# Lambertskreuz-Hütte
Die Lambertskreuz-Hütte – alternativ Waldhaus Lambertskreuz genannt – ist eine Schutzhütte im Pfälzerwald, die von der Ortsgruppe Lambrecht des Pfälzerwald-Vereins betrieben wird.

## Lage
Die Hütte befindet sich auf der Waldgemarkung der Stadt Bad Dürkheim weitab von deren Siedlungsgebiet unmittelbar neben dem namensgebenden Lambertskreuz. Rund hundert Meter westnordwestlich liegt die Quelle des Dreibrunnentalbachs und weiter nordwestlich der Drachenfels. Etwas südöstlich befindet sich die Gemarkungsgrenze zu Wachenheim an der Weinstraße, dort schließen sich östlich der Taubenrux (471,5 m) und der Kurpfalz-Park an.

## Geschichte
Das Haus wurde 1907 errichtet und ist die älteste Hütte des Pfälzerwald-Vereins, die in Betrieb ist. Anfangs bestand sie lediglich aus Holz. Zwei Jahre später begann die Bewirtschaftung. In den Folgejahrzehnten wurde sie mehrfach erweitert. 1943 diente sie der Unterbringung durch die Bombardierung während des Zweiten Weltkriegs obdachlos gewordener. 1996 brannte der aus Holz bestehende Vorratsschuppen ab.

## Betrieb
Die Hütte ist von Mittwoch bis Sonntag jeweils von elf bis 17 Uhr geöffnet. Übernachtungsmöglichkeiten existieren nicht. Im Gebäude existieren mehr als 200 Sitzplätze.

## Tourismus
An der Hütte führen zahlreiche Wanderwege vorbei, unter anderem der Pfälzer Hüttensteig und der Fernwanderweg Saar-Rhein-Main. Darüber hinaus liegt das Waldhaus an einem mit einem blau-roten Balken gekennzeichneten Wanderweg, der von Kirchheimbolanden nach Pirmasens führt und an einem weiteren, der einer mit einem grün-weißen Balken markiert ist und von Hertlingshausen mach Sankt Martin führt.